# Nicole Malliotakis

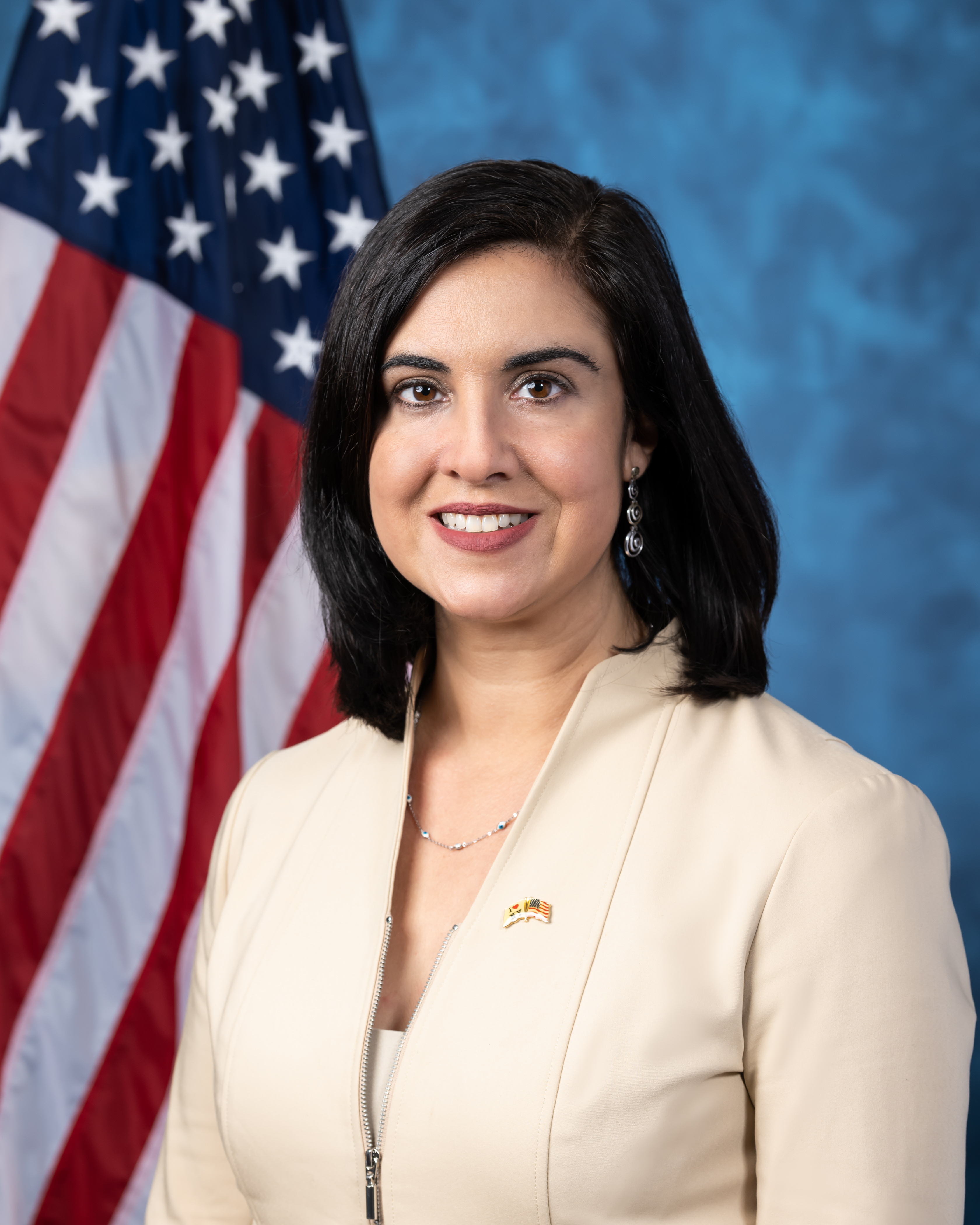
Nicole Malliotakis (2021)

Nicole R. Malliotakis (* 11. November 1980 in Manhattan, New York City, New York) ist eine US-amerikanische Politikerin der Republikanischen Partei. Seit Januar 2021 vertritt sie den elften Distrikt des Bundesstaats New York im Repräsentantenhaus der Vereinigten Staaten. Zuvor war sie zehn Jahre lang Abgeordnete in der New York State Assembly.

## Leben
Nicole Malliotakis wurde 1980 in Manhattan geboren und wuchs auf Staten Island auf. Ihr Vater ist griechischer Einwanderer, ihre Mutter gelangte als kubanischer Flüchtling in die USA, und die beiden führten ein kleines Geschäft in Brooklyn. Sie besuchte eine Grundschule in der Bronx, eine weiterführende Schule auf Staten Island und die New Dorp High School, die sie auf der Ehrenliste abschloss. Anschließend erwarb sie an der Seton Hall University in New Jersey einen Bachelorabschluss in Kommunikationswissenschaften sowie einen Master of Business Administration am Wagner College. Schon als Schülerin engagierte sich Malliotakis politisch, so war sie 1997 ehrenamtliche Unterstützerin im Wahlkampf von Vito Fossella. Vor ihrem Einstieg in die Politik arbeitete sie unter anderem an einem gemeinnützigen Theater und als Öffentlichkeitsreferentin für den Energieversorger Consolidated Edison; darüber hinaus arbeitete sie auch als Öffentlichkeitsreferentin für den damaligen Staatssenatoren von Staten Island, John Marchi, und Gouverneur von New York, George Pataki.
Malliotakis ist spanischsprachig aufgewachsen und spricht darüber hinaus fließend Englisch und gebrochenes Griechisch. Sie ist griechisch-orthodoxen Glaubens.

## Politische Karriere

### New York State Assembly (2010–2020)

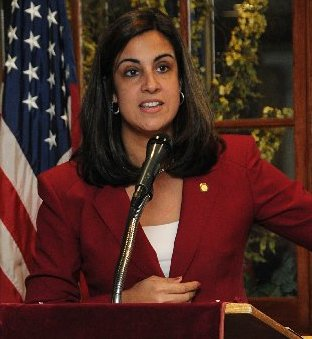
Nicole Malliotakis (2012)

Nicole Malliotakis kandidierte erstmals 2010 im 60. Distrikt des Bundesstaats New York, bestehend aus Staten Island und Teilen Südostbrooklyns, für die New York State Assembly. Eigenem Bekunden zufolge sei sie damals unzufrieden mit den zusammengestrichenen Busverbindungen in ihrem Distrikt gewesen und habe deshalb gegen ihre Vorgängerin von der Demokratischen Partei kandidiert. Ihre Kandidatur wurde auch von der Conservative Party of New York State und der Steuerzahlerpartei unterstützt. Es gelang Malliotakis, insgesamt 54,5 Prozentpunkte auf sich zu vereinen und auf diese Weise Janele Hyer-Spencer als Distriktvertreterin im Unterhaus abzulösen. Im Wahlkampf hatte sie Gesundheits- und Infrastrukturpolitik zu ihren Hauptthemen gemacht, darüber hinaus Senioren- und Schulpolitik.
Nach ihrem Einzug in das Unterhaus war sie die erste gräkoamerikanische und kubanoamerikanische Abgeordnete in Albany, die erste Latina aus Staten Island und mit 29 Jahren die jüngste gewählte Vertreterin der Legislaturperiode. Dabei arbeitete sie sowohl mit ihrer eigenen Partei als auch mit den konkurrierenden Demokraten zusammen, unter anderem im Rahmen eines überparteilichen Protestschreibens gegen die Mautpreiserhöhung durch die bilaterale Hafenbehörde adressiert an Gouverneur Andrew Cuomo oder bei der Organisation einer Kongressveranstaltungsreihe, die überparteiliche Mehrheiten für die – letztendlich erfolgreiche – Abschaffung der Sonderlohnsteuer zugunsten der Metropolitan Transportation Authority organisieren sollte.
2012 trat Malliotakis erneut als Kandidatin für die New York State Assembly an, diesmal als Vertreterin des 64. Distrikts für die Republikanische Partei, die Conservative Party und die Independence Party of New York. Ihr vorheriges Ergebnis konnte sie um 7,0 Prozentpunkte verbessern, sodass sie mit insgesamt 61,5 % gegen ihren Herausforderer John Mancuso gewann. In diese Amtszeit fielen unter anderem die Rettungs- und Aufräumarbeiten nach dem verheerenden Hurrikan Sandy an den Küsten New Yorks und weiterer Staaten.
Im Laufe der Legislaturperiode bekämpfte Malliotakis unter anderem den Development, Relief, and Education for Alien Minors Act, kurz DREAM Act, der illegalen Einwanderern Zugang zum Studiengebührenassistenzprogramm gewährt hätte, und schlug als Kompromisslösung eine Ausweitung des Programms vor; der DREAM Act wurde zwar letztendlich vom Unterhaus mehrheitlich verabschiedet, scheiterte jedoch zweimal am Senat. Auch 2014 wurde Malliotakis wiedergewählt. Eine Verbesserung ihres Wahlergebnisses um 11,8 Prozentpunkte auf insgesamt 73,3 % führte zu einem Sieg gegen Marybeth Melendez. 2015 wurde sie von Marco Rubio mit Blick auf die innerparteilichen Vorwahlen zur Präsidentschaftswahl 2016 zu seiner Wahlkampfmanagerin für den Bundesstaat New York ernannt.
2016 kandidierte Malliotakis auf dem Ticket der Republikanischen Partei, der Conservative Party, der Independence Party und der Reform Party ohne jeglichen Gegenkandidaten aufseiten der Demokraten. Damit wurde sie mit einem Ergebnis von 100,0 % als Vertreterin wiedergewählt. Parallel zu ihrer Abgeordnetentätigkeit kandidierte sie 2017 als Bürgermeisterin von New York City gegen den Amtsinhaber Bill de Blasio von der Demokratischen Partei, wobei sie auch in diesem Wahlkampf Transport, Infrastruktur und Fragen der Lebensqualität zu ihren Hauptthemen machte. Sie verlor die Wahl mit 27,6 % zu 66,2 %, wobei sie lediglich in ihrem Heimatwahlkreis die Mehrheit gewinnen konnte. Experteneinschätzungen zufolge habe ihre Kandidatur und die Art ihres Wahlkampfs ihr trotz der Niederlage bundesweite Aufmerksamkeit und auch Respekt vom politischen Gegner eingebracht, wodurch sich Malliotakis Chancen auf eine erfolgreiche Kandidatur für den Distriktsitz im Repräsentantenhaus erhöht hätten. 2018 kandidierte Malliotakis ein letztes Mal für die New York State Assembly, erhielt 60,1 % der abgegebenen Stimmen und gewann damit erneut den 64. Distrikt gegen Adam Baumel von den Demokraten.

### US-Repräsentantenhaus (seit 2021)

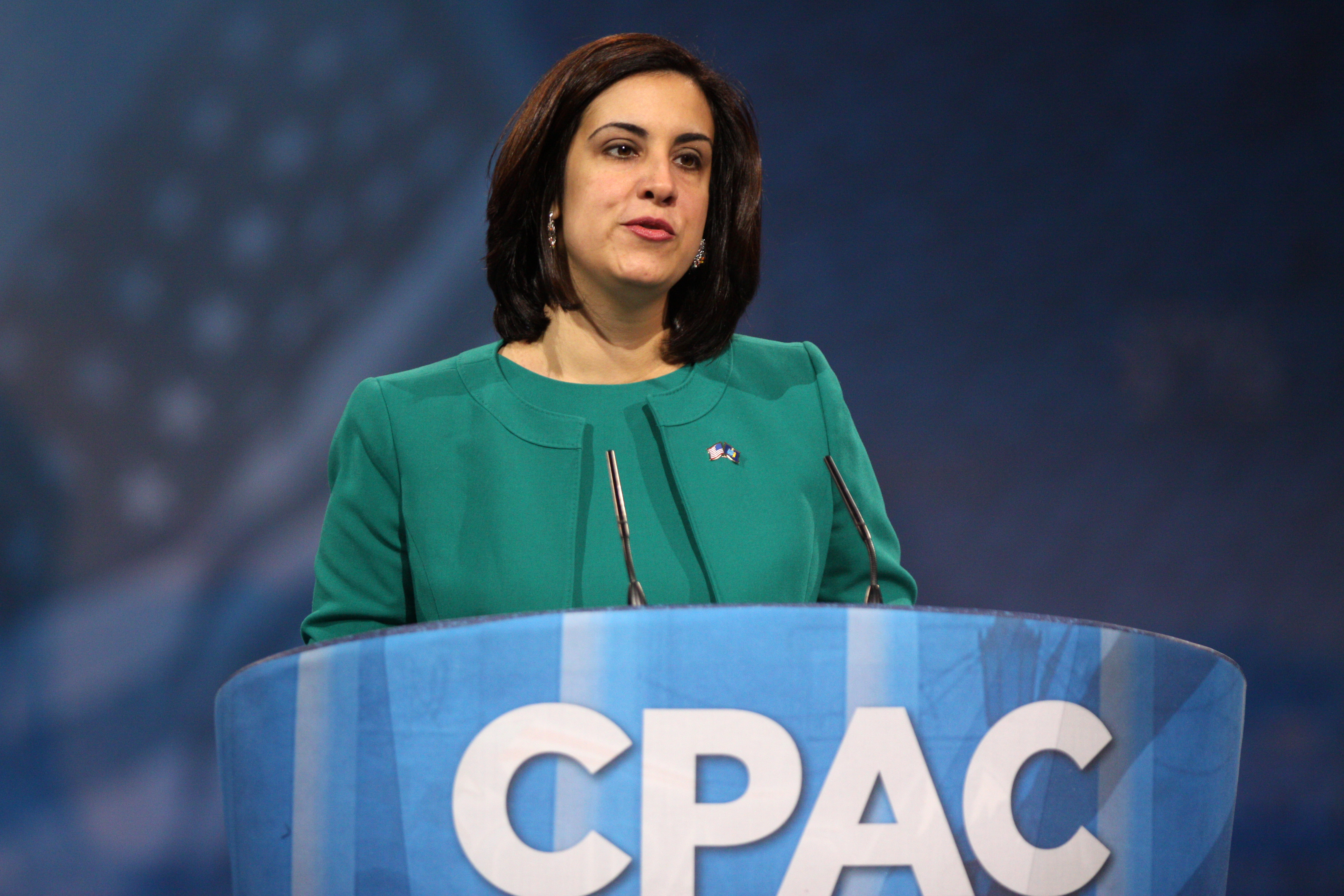
Nicole Malliotakis (CPAC)

Nachdem bereits im Anschluss an die Kandidatur zur Bürgermeisterwahl von New York City Spekulationen darüber aufgekommen waren, Malliotakis könnte es auf einen Sitz im Repräsentantenhaus abgesehen haben, verkündete sie 2019 offiziell ihrer Kandidatur für den elften Kongresswahlbezirk gegen den bisherigen Amtsinhaber Max Rose von der Demokratischen Partei. New York City gilt als traditionelle Hochburg der Demokraten, und im Vorfeld der Wahl war der elfte Distrikt der einzige innerstädtische Staatsdistrikt, für den den Republikanern Chancen auf einen Sieg eingeräumt wurden. In der parteiinternen Vorwahl um die Kandidatur auf der republikanischen Liste konnte sich Malliotakis mit 68,7 % zu 30,8 % gegen ihren Konkurrenten Joe Caldarera durchsetzen, der sie in seinem Wahlkampf als „RINO“ bezeichnet und ihr eine liberale Agenda vorgeworfen hatte; Malliotakis war es jedoch gelungen, die „komplette und totale Unterstützung“ des ebenfalls zur Wiederwahl stehenden republikanischen Präsidenten, Donald Trump, zu erhalten. Diese offizielle Wahlempfehlung überraschte viele Beobachter, weil Malliotakis noch 2017 zugegeben hatte, ihre Stimme für Donald Trump zu bereuen und mit ihm in signifikanten politischen Fragestellungen uneins zu sein.
Der Wahlkampf um den Sitz wurde vergleichsweise hart und aggressiv geführt: So schloss sich der Kampagnensprecher von Nicole Malliotakis den Vorwürfen des Präsidenten an, Max Rose sei „ein Schwindler und eine Puppe von Nancy Pelosi“; dieser wiederum erwiderte, Malliotakis sei eine „Lügnerin“, „Lobbyistin“, „Betrügerin erster Klasse“ und stehe für „alles, was die Menschen an der Politik hassen“. Letztlich gelang es Malliotakis, Rose mit 53,1 % zu 46,8 % zu schlagen und den Sitz für die Republikaner zurückzugewinnen. Rose weigerte sich mit Blick auf noch unausgezählte Briefwahlstimmen zunächst, seine Niederlage einzugestehen, holte dies jedoch anderthalb Wochen nach der Wahl nach Verkündigung des ersten offiziellen vorläufigen Endergebnisses nach und bot Malliotakis in einem Telefongespräch seine Hilfe bei der Heilung der gesellschaftlichen Spaltung an.
Malliotakis wurde am 3. Januar 2021 in ihr Amt eingeführt. Am 6. Januar 2021 gehörte sie zu den republikanischen Abgeordneten, die im Rahmen der offiziellen Verkündung des Wahlergebnisses aus dem Electoral College durch den Vizepräsidenten der Vereinigten Staaten, Mike Pence, gegen dieses Einspruch erhoben und den Wahlausgang zugunsten Joe Bidens in den umstrittenen Staaten Arizona und Pennsylvania anzweifelten. Damit zog Malliotakis bereits vier Tage nach ihrer Amtseinführung harte Kritik politischer Gegner auf sich. So kündigte der Ortsverband der Demokratischen Partei in Brooklyn eine Demonstration vor ihrem Wahlkreisbüro an. Malliotakis selbst wies Spaltungsvorwürfe von sich und erwiderte: „Ich stimmte nicht gegen die Zertifizierung der zwei strittigen Staaten, um, eine Wahl zu kippen‘, sondern um darauf aufmerksam zu machen, dass verfassungswidrige Verfahrensänderungen, Irregularitäten und Betrugsvorwürfe eine angemessene Überprüfung erfahren müssen.“ Darüber hinaus verurteilte sie die gewaltsamen Ausschreitungen durch Unterstützer des abgewählten Präsidenten am und im Kapitol und forderte, die Täter schnellstmöglich der Verhaftung und Bestrafung zuzuführen.

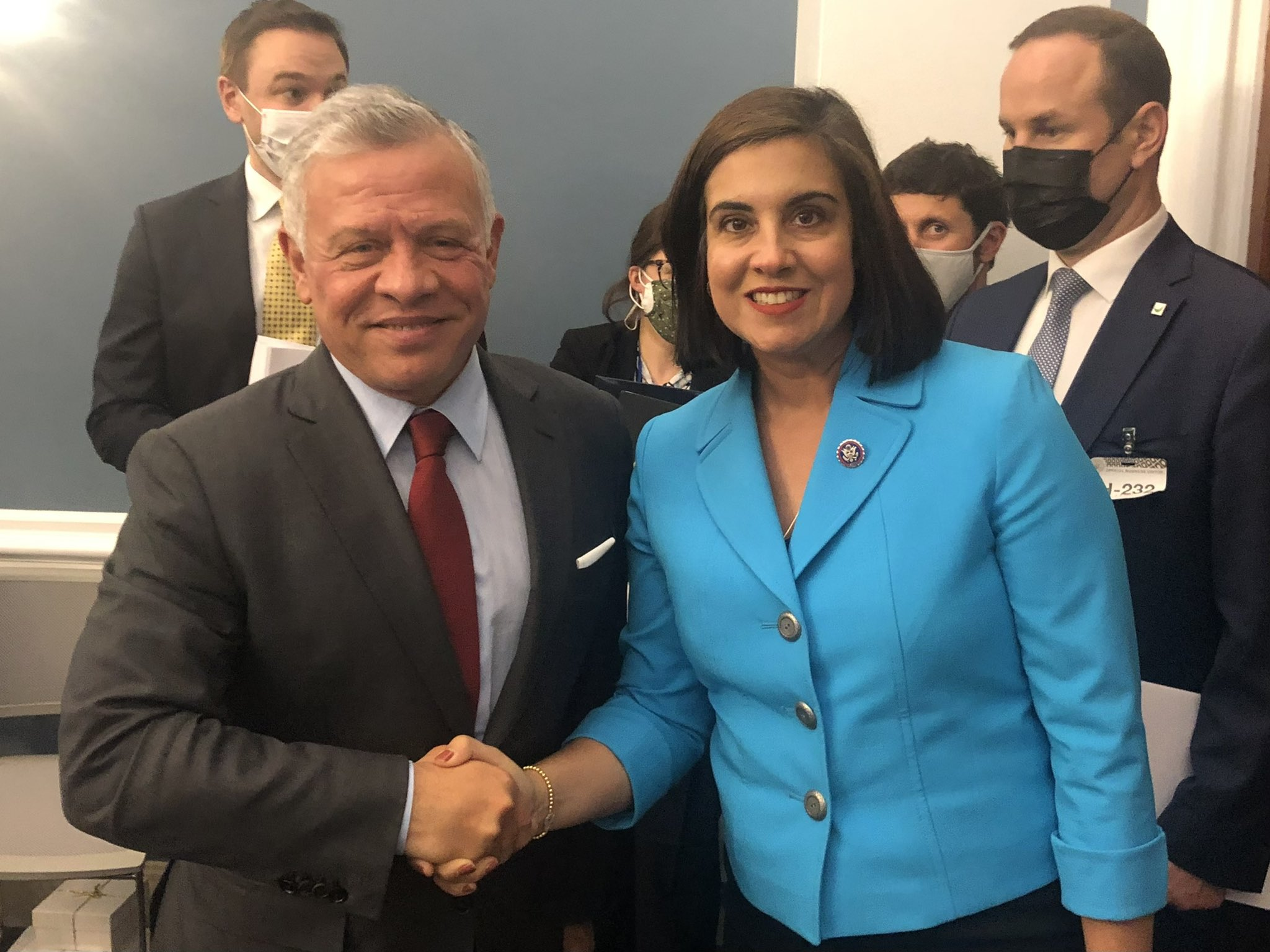
Nicole Malliotakis mit König Abdullah II. von Jordanien (2021)

Im Laufe des ersten Jahres ihres Mandats stimmte Malliotakis unter anderem entgegen der Parteilinie als eine von nur vier Republikanern für die Ungültigerklärung der Ratifizierungsfrist für das Equal Rights Amendment, womit dieses zukünftig inkrafttreten könnte, und für eine Gesetzesnovelle, die das Innenministerium der Vereinigten Staaten dazu anweist, die Rückholung kultureller Schätze und menschlicher Überreste der amerikanischen und hawaiischen Ureinwohner einzuleiten sowie illegalen Handel mit ihnen härter zu bestrafen. Darüber hinaus brachte sie beispielhafterweise Gesetzesentwürfe ein, die das Justizministerium dazu anwiesen, lokalen Regierungen die Gewährung von Bundesmitteln zu versagen, wenn diese den Sicherheitsbehörden Gelder strichen, oder die die Ansicht des Repräsentantenhauses zum Ausdruck brächten, dass Forderungen nach der Streichung von Geldern für oder gar die Zerschlagung von örtlichen Sicherheitsbehörden zu verurteilen seien.
Ihr Abstimmungsverhalten brachte Malliotakis wiederholt in Konflikt mit ihrer eigenen Partei und einigen Abgeordneten im Besonderen. So stimmte sie im Februar 2021 als eine von elf republikanischen Abgeordneten dafür, ihre Kollegin Marjorie Taylor Greene nach Aussagen, die von dem Demokraten und Teilen der Presseberichterstattung als gewaltverherrlichend und rechtsextrem kritisiert worden waren, aus ihren Ausschüssen zu verweisen. Im November 2021 stimmte sie als eine von 13 republikanischen Abgeordneten erneut gegen die Parteilinie und unterstützte ein Infrastrukturprogramm des amtierenden Präsidenten Joe Biden; da auch sechs demokratische Abgeordnete von der Parteilinie abwichen und der Gesetzesnovelle ihre Unterstützung versagten, sorgten die abweichenden Republikaner letztlich für die Annahme des Programms. Dafür wurde Malliotakis besonders vom ehemaligen Präsidenten Donald Trump scharf kritisiert, der die Abweichler dazu aufforderte, Joe Biden ganz grundsätzlich keinerlei Wahlsiege im Repräsentantenhaus zu bescheren.
Die Primary (Vorwahl) ihrer Partei für die Wahlen 2022  am 23. August gewann sie mit über 78 % klar. Sie trat dadurch am 8. November 2022 erneut gegen den vormaligen Amtsinhaber Max Rose von der Demokratischen Partei an, den sie 2020 besiegt hatte. Sie entschied die Wahl mit 60,9 % der Stimmen für sich und ist dadurch auch im Repräsentantenhaus des 118. Kongresses vertreten. Bei den Vorwahlen zur nächsten Kongresswahl qualifizierte sich Malliotakis, wie auch die Demokratin Andrea Morse, ohne Gegenkandidaten für die Wahl. Bei der Kongresswahl 2024 zum 119. Kongress setzte sie sich gegen Rose mit 64,1 % durch. Die Legislaturperiode des 119. Kongresses dauert bis zum 3. Januar 2027

#### Ausschüsse
Sie ist aktuell Mitglied in folgenden Ausschüssen des Repräsentantenhauses:
- Committee on Ways and Means
  - Oversight
  - Tax
- Joint Economic Committee
- Select Subcommittee on the Coronavirus Crisis

Sie war zuvor außerdem Mitglied im Committee on Foreign Affairs und Committee on Transportation and Infrastructure und ist Mitglied in diversen innerparteilichen Caucuses zur Stärkung und Vernetzung des moderaten, zentristischen oder linken Flügels der Partei, darunter die Republican Main Street Partnership und deren parlamentarischer Arm in der Republican Governance Group, die sich als Gegengewicht zum stark sozial- und fiskalkonservativen Freedom Caucus verstehen, sowie das Republican Study Committee, das sich als Mitte-Rechts-Bündnis versteht. Darüber hinaus ist sie noch Mitglied in 14 weiteren Caucuses.

### Politische Positionen

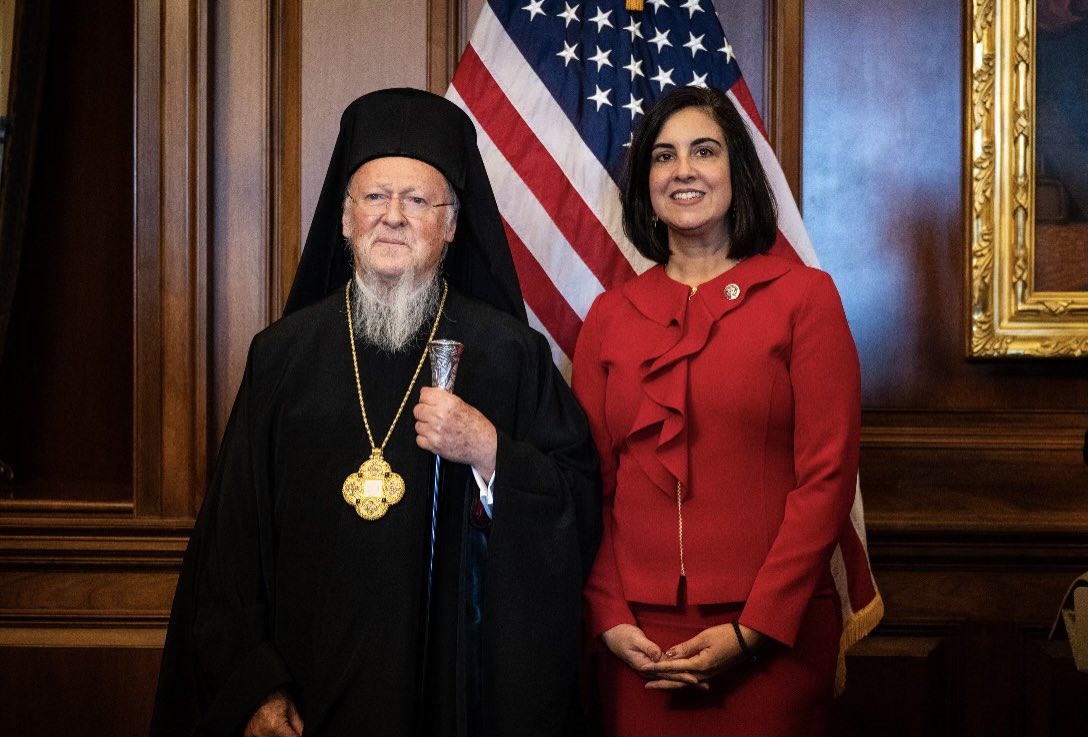
Nicole Malliotakis mit dem Ökumenischen Patriarchen Bartholomäus I. (2021)

Nicole Malliotakis wird gemeinhin dem moderaten Flügel der Republikanischen Partei zugeordnet. So ist sie Mitglied in der Republican Main Street Partnership, die sich in der politischen Mitte verortet. Sie erkennt auch die Auswirkungen des Klimawandels auf den Planeten an und setzt sich für ein stärkeres Engagement ihrer Partei zu dessen Bekämpfung ein. Zu ihren Kernthemen gehören die Infrastruktur, öffentliche Verkehrsmittel und Migration. So bekämpfte Malliotakis als Abgeordnete in der New York State Assembly beispielsweise den DREAM Act, trug an die regierenden Demokraten jedoch Kompromissvorschläge heran, und setzte sich für die Ausweitung eines Programms ein, das New Yorks Busfahrzeuge mit Fahrradträgern ausrüstete. Entgegen der üblichen Parteilinie unterstützt sie zudem eine Reihe an staatlichen Sozialprojekten; so kritisierte sie 2019 New Yorks Bürgermeister De Blasio für angekündigte Budgetkürzungen, die ihrer Ansicht nach Kinder gegen Senioren ausspielten und die Schließung vieler Nachbarschaftsseniorenbegegnungsstätten zufolge hätten.
Ihre politische Ausrichtung sieht sie von ihrer familiären Herkunft und der Stadt New York geprägt, die sie in Richtung einer „linksradikalen Agenda“ abdriften sieht. Gemeinsam mit den kubanoamerikanischen republikanischen Kongressabgeordneten María Elvira Salazar und Carlos Antonio Giménez sowie Victoria Spartz aus der USSR, deren Wurzeln allesamt in realsozialistischen Staaten liegen, versuchte sie sich am Aufbau eines konservativen Gegenentwurfs zum sogenannten The Squad, das im US-Kongress von prominenten Vertreterinnen des linken Parteiflügels der Demokraten gebildet wird. Als Kongressabgeordnete brachte sie mehrere Resolutionen ein, die zum Ziel hatten, andere Staaten offiziell von der amerikanischen Bundesregierung verurteilen zu lassen, darunter Venezuelas Nicolás Maduro für Verbrechen gegen die Menschlichkeit, die Türkei für ihre illegale Okkupation des nördlichen Teils der Republik Zypern und Litauen für dessen Weigerung, am Dialog der Europäischen Union mit Kuba teilzunehmen.
Malliotakis Verhältnis zum umstrittenen republikanischen Politiker Donald Trump ist von Wechselhaftigkeit geprägt. Im internen Vorwahlkampf der republikanischen Partei 2016 war sie als Wahlkampfmanagerin für Marco Rubio tätig und setzte sich für dessen Kür zum Präsidentschaftskandidaten ein. Nachdem Rubio mit seiner Kandidatur gescheitert war und sich die Mehrheit der republikanischen Mitglieder für Donald Trump entschieden hatte, stimmte Malliotakis 2016 ihrerseits zunächst für Donald Trump. 2017 äußerte sie sich der Presse gegenüber dahingehend, dass sie diese Stimme bereue und im Nachhinein lieber den Namen von Marco Rubio hätte eintragen sollen. Die Politik von Donald Trumps bewertete sie 2017 als „nicht gut“.
Als sie im Januar 2021 gegen das offizielle Präsidentschaftswahlergebnis zugunsten Joe Bidens in den umstrittenen Staaten Arizona und Pennsylvania Einspruch erhob, zog sie die Kritik von den Gegnern des abgewählten Präsidenten auf sich. Später zog sie den Unmut von Unterstützern des ehemaligen Präsidenten auf sich, als sie im Kongress gemeinsam mit den Demokraten abstimmte. Dessen Pläne zum Bau einer Mauer an der Grenze zu Mexiko lehnt sie ab.
Zur Zollpolitik Trumps in dessen zweiten Amtszeit meinte sie im April 2025, dass Trump langfristig darauf hin arbeite etwas zu reparieren, was seit Jahrzehnten zerbrochen sei. Es werde kurzfristig zu Turbulenzen kommen, was dann aber zu klarem Himmel führe.